# Vilna
Vilna ali litovsko Vilnius [ˈvʲɪlʲnʲʊs] je glavno mesto Litve in obenem njeno največje mesto s 580.000 prebivalci (2020). Širše funkcijsko mestno območje Vilne pa šteje preko 700.000 ljudi ali četrtino prebivalstva Litve. Vilna, ki leži na jugovzhodu Litve, je drugo največje mesto v baltskih državah (za Rigo). Je sedež litovske vlade in drugih vrhovnih organov oblasti Litve, Univerze ter okrožja Vilna.
Znana je po arhitekturi v svojem Starem mestu, ki je bila leta 1994 vpisana na seznam Unescove svetovne dediščine. Pred drugo svetovno vojno je bila Vilna eno največjih judovskih središč v Evropi. Judovski vpliv je povzročil, da so mesto leta 1812 opisovali kot 'Litovski Jeruzalem', Napoleon pa ga je imenoval 'Severni Jeruzalem'. Leta 2009 je bila Vilna evropska prestolnica kulture, skupaj z avstrijskim mestom Linz.

## Etimologija in druga imena
Ime mesta po eni od različic izvira od imena reke Vilnia. Mesto je bilo skozi zgodovino znano tudi po številnih izpeljanih črkovanjih v različnih jezikih. Najpomembnejša ne-litovska imena mesta so: poljsko Wilno, belorusko Vilâna (Vilnya), nemško Wilna, latvijsko Viļņa, rusko Вільна (Vilna), ukrajinsko': Вільно (Vilno), jidiš: ווילנע (Vilne). Imena Wilno, Wilna in Vilna so bila uporabljena tudi v starejših angleških, nemških, francoskih in italijanskih jezikovnih publikacijah, ko je bilo mesto ena izmed prestolnic poljsko-litovske zveze in kasneje pomembno mesto v Drugi poljski republiki. V finščini, portugalščini, španščini in hebrejščini se še vedno uporablja ime Vilna, ki izhaja iz poljščine. 
Okolica Vilne ima imena tudi v drugih jezikih, ki predstavljajo jezike, ki jih govorijo različne etnične skupine na tem območju.
Po legendi je veliki knez Gedimin nekoč lovil v bližini reke Vilnije; utrujen po uspešnem lovu, se je namestil za prenočevanje in sanjal o velikanskem železnem volku, ki stoji na hribu in zavija tako močno in glasno kot sto volkov. Krivis (poganski duhovnik) Lizdeika je razlagal sanje, da Železni volk (litovsko Geležinis Vilkas - mitski lik iz srednjeveške legende o ustanovitvi Vilne) predstavlja vilnske gradove. Gedimin je ob upoštevanju božje volje grad zgradil in mu dal ime Vilnius - po reki Vilni.

## Zgodovina

### Zgodnja zgodovina in Velika litovska kneževina
Zgodovinar Romas Batūra mesto identificira z Voruto, enim od Mindaugasovih gradov, ki je bil leta 1253 okronan za litovskega kralja. V času vladavine velikih knezov Butvydas in Vytenis je iz trgovskega naselja začelo nastajati mesto, zgrajena je bila tudi prva frančiškanska katoliška cerkev.
Vilna je zgodovinska in današnja prestolnica Litve. Arheološke najdbe kažejo, da je bilo to mesto prestolnica litovskega kraljestva in je kasneje neprekinjeno ostala glavno mesto litovskih velikih vojvod. Tudi kasneje, ko je Litva oblikovala dvojno konfederacijo s Poljsko, je Vilna ostala glavno mesto Litve.
Mesto je bilo v pisnih virih prvič omenjeno leta 1323 kot Vilna, ko so bila v nemška mesta poslana pisma velikega vojvode Gedimina, ki vabijo Nemce (tudi nemške Jude), da se naselijo v glavnem mestu, pa tudi papežu Janezu XXII. Ta pisma vsebujejo prvo nedvoumno omembo Vilne kot prestolnice; Stari Trakajski grad je bil prej sedež dvora Velike litovske kneževine.
Lokacija Vilne je nudila praktične prednosti: ležala je v litovskem središču ob sotočju dveh plovnih rek, obkroženih z gozdovi in močvirji, do katerih je bilo težko prodreti. Kneževina je bila podvržena vdorom s strani Tevtonskih vitezov. Bodoči angleški kralj Henrik IV. (tedaj Henrik Bolingbroke) je preživel polno leto 1390, podpirajoč neuspešno obleganje Vilne s strani Tevtonskih vitezov s svojimi 300 vitezi. Med to akcijo je kupil zajete litovske ženske in otroke in jih odpeljal v Königsberg, da bi jih spreobrnili. Druga odprava kralja Henrika v Litvo leta 1392 ponazarja finančne koristi reda teh gostujočih križarjev. Njegova majhna vojska je sestavljala več kot 100 mož, vključno z lokostrelci in šestimi potujočimi pevci. Kljub prizadevanjem Bolingbroka in njegovih angleških križarjev so se dveletni napadi na Vilno izkazali za brezplodne.
Vilna je bila cvetoča prestolnica Velike litovske kneževine, rezidenca velikega kneza. Gedimin je razširil kneževino z vojskovanjem, skupaj s strateškimi zavezništvi in porokami. Na vrhuncu je pokrival ozemlje novodobne Litve, Belorusije, Ukrajine, Pridnestrja ter dele novodobne Poljske in Rusije. Njegova vnuka Vitold Veliki in Jagielo pa sta se borila z državljanskimi vojnami. Med litovsko državljansko vojno 1389–1392 je Vitold oblegal in porušil mesto, da bi poskušal pregnati nadzor z Jagiela. Pozneje sta se poravnala; po nizu pogodb, ki so kulminirale z Lublinsko unijo leta 1569, je bila ustanovljena Poljsko-litovska skupnost. Vladarji te federacije so imeli enega ali oba dva naslova: veliki knez Litve ali kralj Poljske. Leta 1387 je Jagielo kot veliki knez Litve in poljski kralj Vladislav II. Jagielo podelil mestu Magdeburške pravice (niz mestnih privilegijev, ki jih je prvi razvil Oton I., sveti rimski cesar (936–973) in na podlagi flamskega zakona, ki je urejal stopnjo notranje avtonomije v mestih in vaseh, ki jih je podelil lokalni vladar. Poimenovane po nemškem mestu Magdeburg, so bile te mestne listine morda najpomembnejši sklop srednjeveških zakonov.). 

### Republika obeh narodov
Mesto je doživelo obdobje širitve. Vilinsko mestno obzidje je bilo zgrajeno za zaščito med letoma 1503 in 1522, obsegalo pa je devet mestnih vrat in tri stolpe in Sigismund II. Avgust je leta 1544 tja preselil svoj dvor.
Širitev mesta je bila delno posledica ustanovitve Alme Academia et Universitas Vilnensis Societatis Iesu s strani poljskega kralja in velikega vojvode Litve Štefana Báthorija leta 1579. Univerza se je kmalu razvila v eno najpomembnejših znanstvenih in kulturnih središč v regiji najpomembnejše znanstveno središče Skupnosti.
V času svojega hitrega razvoja je bilo mesto odprto za migrante z ozemlja Kraljevine Poljske, Velike litovske kneževine in dalje. Govorili so različne jezike: poljsko, nemško, jidiš, rusinsko, litovsko, rusko, starocerkvenoslovansko, latinsko, hebrejsko in turško; mesto so primerjali z Babilonom. Vsaka skupina (razen litvanske) je dala svoj edinstven prispevek k življenju mesta ter obrti, trgovine in znanosti.
17. stoletje je prineslo številne ovire. Skupnost je bila vpletena v vrsto vojn, skupno poznanih kot Potop. Med rusko-poljsko vojno (1654–1667) so Vilno zasedle ruske sile, mesto porušile in požgale, prebivalstvo pa je bilo poklano. Med veliko severno vojno jo je opustošila švedska vojska. Izbruh bubonske kuge leta 1710 je pobil okoli 35.000 prebivalcev; uničujoči požari so se zgodili v letih 1715, 1737, 1741, 1748 in 1749. Rast mesta je več let izgubljala zagon, vendar kljub vsemu Vilna s 56.000 prebivalci konec 18. stoletja in pred Napoleonskimi vojnami vstopila v Ruski imperij kot 3. največje mesto.

### V Ruskem imperiju
V 18. stoletju so se sreča skupne države zmanjšala. Potekale so tri delitve Poljske, ki so razdelile ozemlje med Ruski imperij, Habsburško cesarstvo in Prusko kraljestvo. Sile pod vodstvom Jakuba Jasińskega so med vstajo leta 1794 izgnale Ruse iz Vilne. Vilno je po tretji razdelitvi aprila 1795 aneksirala Rusija in je postala glavno mesto Vilna governorata. Med rusko vladavino so bila mestna obzidja porušena, do leta 1805 so ostala le Vrata zore. Leta 1812 je mesto zavzel Napoleon na poti proti Moskvi in spet med katastrofalnim umikom. V Vilni so sprejeli Grande Armée. Na tisoče vojakov je umrlo v mestu med umikom; množični grobovi so bili odkriti leta 2002. Prebivalci so pričakovali, da jim bo car Aleksander I. Ruski podelil avtonomijo kot odgovor na Napoleonove obljube o obnovitvi Skupnosti, vendar Vilna ni postala samostojna niti sama po sebi niti kot del Poljskega kraljestva.
Po novembrski vstaji leta 1831 je bila univerza v Vilni zaprta in ruska represija je ustavila nadaljnji razvoj mesta. Civilne nemire leta 1861 je cesarska ruska vojska zatrla.
Med januarsko vstajo leta 1863 so se v mestu bili hudi boji, vendar jih je Mihail Muravjov, ki ga je prebivalstvo zaradi številnih usmrtitev poimenovalo Obešalnik, brutalno zatrl. Po vstaji so bile ukinjene vse državljanske svoboščine, uporaba poljskega jezika pa je bila prepovedana. V Vilni je živelo tudi židovsko prebivalstvo: po ruskem popisu leta 1897 je bilo od 154.500 prebivalcev 64.000 Judov (približno 40 %). V začetku 20. stoletja je litovsko govoreče prebivalstvo Vilne predstavljalo le majhno manjšino, pri čemer so večino prebivalcev mesta predstavljali poljski, jidiš in ruski govorci.
4. - 5. decembra 1905 je bil v sedanji stavbi Litovske nacionalne filharmonije v Vilni Veliki Seimas z več kot 2000 udeleženci. Bil je prvi moderni državni kongres v Litvi. Skupščina je sprejela odločitev, da bo v Ruskem imperiju zahtevala široko politično avtonomijo in to dosegla z mirnimi sredstvi. Šteje se za pomemben korak k Aktu o neodvisnosti Litve, ki ga je 16. februarja 1918 sprejel Litovski svet, saj je Seimas postavil temelje za ustanovitev neodvisne litovske države.

### V Poljski
Med prvo svetovno vojno je od leta 1915 do 1918 Vilno in ostalo Litvo zasedla nemška vojska. Akt o neodvisnosti Litve, ki je razglasil litovsko neodvisnost od kakršne koli pripadnosti kateremu koli drugemu narodu, je bil v mestu izdan 16. februarja 1918 z Vilno kot prestolnico. Konec leta 1918 je Sovjetska Rusija z velikimi silami napadla Litvo, litovska vojska pa se je iz Vilne umaknila v središče države, da bi oblikovala obrambno črto. Nemška vojska se je umaknila skupaj z litovsko vlado. Tako so mesto na kratko nadzirale lokalne poljske enote samoobrambe, da bi zaščitile mesto pred napadalci, ki so jih pregnale napredovalne sovjetske sile. Vilna je med poljsko-sovjetsko vojno in litovsko vojno za neodvisnost spet zamenjala gospodarje: prevzela jo je poljska vojska, da bi spet napadla sovjetske sile. Kmalu po porazu v bitki pri Varšavi leta 1920 se je umikajoča Rdeča armada, da bi odlašala s poljskim napredovanjem, mesto "prepustila" Litvi po podpisu sovjetsko-litovske mirovne pogodbe 12. julija 1920.
Društvo narodov se je vključilo v kasnejšo litovsko samoobrambo od Poljske, potem ko je ta napadla položaje litovske vojske v okupiranem severovzhodnem delu Poljske. Društvo je 7. oktobra 1920 pretrgalo premirje, imenovano Suwałki sporazum. Litovci so verjeli, da bo to ustavilo poljski protiutok. Čeprav v sporazumu nista bili izrecno obravnavani niti Vilna niti okoliška regija, številni zgodovinarji sporazum opisujejo kot dodelitev Vilne Litvi. Dne 9. oktobra 1920 je poljska vojska pod vodstvom generala Lucjana Želigowskega v operaciji, znani kot Želigovskio maištas (operacija pod lažno zastavo), zasegla Vilno. Mesto in okolica sta bili določena kot ločeni državi, imenovana Republika centralna Litva. 20. februarja 1922 je bila po močno izpodbijanih volitvah v Centralni Litvi celotno območje priključeno Poljski, mesto pa je postalo glavno mesto Wilno kneževine (Wilno je poljsko ime Vilne). Kaunas je nato postal začasna prestolnica Litve. Litva je močno nasprotovala poljski aneksiji Vilne in zavrnila diplomatske odnose s Poljsko. Prevladujoči jeziki mesta so bili še vedno poljski in v manjši meri jidiš. Litovsko govoreče prebivalstvo mesta je bilo v tistem času majhna manjšina, približno 6 % prebivalstva mesta in vilenskega območja celo po sodobnih litovskih virih. Svet veleposlanikov in mednarodna skupnost (z izjemo Litve) je leta 1923 priznala poljsko suverenost nad regijo Vilna.
Univerza v Vilni je bila ponovno odprta leta 1919 pod imenom Univerza Stefan Batory. Do leta 1931 je imelo mesto 195.000 prebivalcev, s čimer je postalo peto največje mesto na Poljskem s pestro industrijo, na primer tovarno Elektrit, ki je proizvajala radijske sprejemnike.
Nacistična Nemčija je Litvo pozvala, naj se pridruži invaziji na Poljsko in s silo zasede zgodovinsko prestolnico Vilno; vendar je predsednik Antanas Smetona in večina litovskih politikov to ponudbo zavrnil, ker so dvomili o morebitni zmagi Adolfa Hitlerja in bili ogorčeni zaradi nemškega ultimata iz leta 1939 proti Litvi. Namesto tega so podprli politiko nevtralnosti in po tem, ko so jih spodbudili francoski in britanski diplomati - je Litva sprejela zakon o nevtralnosti, ki so ga podprle vse politične sile.

### Litovska SSR (Sovjetska zveza)
Julija 1944 je Sovjetska vojska pred Nemci zasedla Vilno in mesto ponovno vključila v Sovjetsko zvezo kot glavno mesto Litovske SSR. NKVD je začela represije proti voditeljem Armia Krajowa in Litovcem.
Vojna je mesto nepovratno spremenila - večina pretežno poljskega in judovskega prebivalstva je bila med nemško okupacijo in po njej iztrebljena. Nekateri pripadniki inteligence in partizanski pripadniki, ki so se skrivali v gozdu, so bili zdaj po vojni tarča in deportirani v Sibirijo. Večina preostalega prebivalstva so  do leta 1946 prisilili, da se je preselila v komunistično Poljsko in sovjetizacija se je resno začela.
Od konca 1940-ih je Vilna spet začela rasti, potem ko so prišli Litovci, Poljaki in Belorusi iz sosednjih regij znotraj Litve, pa tudi sosednje regije Grodna in drugih bolj oddaljenih območij Sovjetske zveze (zlasti Rusije, Belorusije in Ukrajine). Na prej podeželskih obrobjih, pa tudi v neposredni bližini starega mesta (industrijske cone v Paupysu, Markučiai, Naujamiestis) so bila zasnovana industrijska območja in zgrajeni veliki sovjetski obrati po programu industrializacije.
Novembra 1980 je število prebivalcev Vilne preseglo 500.000. Zaradi pomanjkanja stanovanj za vse več prebivalcev mesta, so v starejših občinah Antakalnis, Žirmūnai, Lazdynai, Karoliniškės, Viršuliškės, Baltupiai, Justiniškės, Pašilaičiai, Fabijoškės postavili velika obsežna mikro okrožja (tako imenovane spalne četrti) in manjša v drugih delih Vilne. Te so bile povezane z osrednjim delom in z industrijskimi območji preko hitre ceste in z javnim prevozom, opazno obsežno mrežo trolejbusov (od leta 1956).

### Svobodna Litva
Vrhovni svet Litovske SSR je 11. marca 1990 napovedal odcepitev od Sovjetske zveze in namero obnoviti neodvisno republiko Litvo. Kot rezultat teh izjav je Sovjetska zveza 9. januarja 1991 poslala vojsko. 13. januarja je prišlo do napada na stavbo državne radiotelevizije in vilenski televizijski stolp, v katerem je bilo ubitih najmanj štirinajst civilistov in huje ranjenih še 700. Sovjetska zveza je končno priznala litovsko neodvisnost septembra 1991. V veljavni ustavi, tako kot je bilo v prejšnji litovski ustavi iz leta 1922, je omenjeno, da bo glavno mesto Litve mesto Vilna, dolgoletna zgodovinska prestolnica Litve.
Vilna se hitro spreminja in postaja moderno evropsko mesto. Večina zgodovinskih stavb je bila v zadnjih 25 letih obnovljena, poslovno in trgovsko območje pa se razvija v Novo mestno središče, ki naj bi postalo glavno upravno in poslovno okrožje mesta na severni strani reke Neris . To območje vključuje sodobne stanovanjske in maloprodajne prostore, stavba občine in 148,3-metrski stolp Europa sta najpomembnejši stavbi. Gradnja sedeža Swedbank je simbolika pomena skandinavskih bank v Vilni. Gradbeni kompleks Vilnius Business Harbour je bil zgrajen leta 2008, eden njegovih stolpov pa je zdaj 6. najvišja stavba v Litvi. Na tem območju je predvidenih več objektov. Med leti 1995 in 2018 je bilo zgrajenih več kot 75.000 novih stanovanj, zaradi česar je Vilna v zadnjih dveh desetletjih absolutno vodilna na področju gradbeništva. V povprečju vsako leto zgradijo 298.000 kvadratnih metro ali 3246 stanovanj. V letu 2015 je bilo v večstanovanjskih stanovanjih 225.871 enot in 20.578 stanovanj v enodružinskih ali dvostanovanjskih hišah, delež takšnih stanovanj se je povečal s 6,9 % leta 2006 na 8,3 % v letu 2015.
Vilna je bila leta 2009 izbrana za evropsko prestolnico kulture, skupaj z Linzom, glavnim mestom Zgornje Avstrije. Praznovanje silvestrovanja 2009, ki je obeležilo ta dogodek, je predstavljalo svetlobno oddajo, za katero pravijo, da je bila vidna iz vesolja.  V pripravi so obnovili zgodovinsko središče mesta in obnovili njegove glavne spomenike.
Globalna gospodarska kriza je povzročila padec turizma, kar je preprečilo, da bi številni projekti dosegli načrtovani obseg, obtožbe o korupciji in nesposobnosti pa so bile podane proti organizatorjem, medtem ko so povečanja davkov na kulturno dejavnost privedle do javnih protestov, splošne gospodarske razmere pa so sprožile nemire. Remigijus Šimašius je leta 2015 postal prvi neposredno izvoljeni župan mesta.
V Vilni, v palači velikih vojvod Litve, je med 28. in 29. novembrom 2013 potekal vrh Vzhodnega partnerstva. Na prireditvi so sodelovali številni evropski predsedniki, premierji in drugi visoki uradniki.  29. novembra 2013 sta Gruzija in Moldavija podpisali sporazume o pridružitvi in prosti trgovini z Evropsko unijo. Pred tem naj bi se podpisali sporazumi tudi z Ukrajino in Armenijo, vendar so odločitev preložili, kar je sprožilo velike proteste v Ukrajini.

## Geografija
Vilna leži v jugovzhodnem delu Litve (54°41′N 25°17′E / 54.683°N 25.283°E) ob sotočju rek Vilnia in Neris.
Več držav trdi, da se geografsko središče Evrope nahaja na njihovem ozemlju, vendar je edina lokacija s priznanjem v Guinnessovi knjigi svetovnih rekordov v bližini Vilne. Po ponovni oceni meja celine Evrope leta 1989 je Jean-George Affholder, znanstvenik na Institut Géographique National (Francoski nacionalni geografski inštitut) določil, da se geografsko središče Evrope na 54°54′N 25°19′E / 54.900°N 25.317°E. Za izračun te točke je bila uporabljena metoda težišča geometrijskega lika Evrope. Ta točka je v Litvi, blizu vasi Girija (26 kilometrov od Vilne). Spomenik, ki ga je izdelal kipar Gediminas Jokūbonis in je sestavljen iz stebra iz belega granita, prevlečenega s krono zvezd, je bil postavljen na lokaciji leta 2004.
Vilna leži 312 km od Baltskega morja in Klaipėde, glavnega litovskega morskega pristanišča. Vilna je z avtocestami povezana z drugimi večjimi litovskimi mesti, kot so Kaunas (102 km), Šiauliai (214 km) in Panevėžjs (135 km).
Trenutno območje Vilne obsega 402 kvadratna kilometra. Stavbe zavzemajo 29,1 % mesta, zelene površine zavzemajo 68,8 %, vode pa zavzemajo 2,1 %. [85

### Naravni rezervat
Vilna ima osem zavarovanih naravnih rezervatov: geomorfološki rezervat pobočja Vokės Senslėnio, geomorfološki rezervat Aukštagiris, geomorfološki rezervat Valakupių Klonio, hidrografski rezervat Veržuva, hidrografski rezervat Voke, krajinski rezervat Gornji tok Cedronas, krajinski rezervat Tapeliai, geomorfološki rezervat pobočja Šeškinė.

### Podnebje
Podnebje Vilne je vlažno celinsko (Köppenova klasifikacija Dfb). Temperaturni zapisi se vodijo od leta 1777. Povprečna letna temperatura je 6,7 ° C; januarja je povprečna temperatura –4,3 ° C, julija 18,1 ° C. Povprečna količina padavin je približno 682 milimetrov na leto. Povprečne letne temperature v mestu so se v zadnjih 30 letih znatno povečale, kar je litovska hidrometeorološka služba pripisala globalnemu segrevanju, ki ga povzroča človeška dejavnost.
Poletni dnevi so prijetno topli in včasih vroči, zlasti julija in avgusta, s temperaturami nad 30 ° C  ves dan v času periodičnih vročinskih valov. Nočno življenje v Vilni je v tem letnem času v polnem razmahu, zunanji bari, restavracije in kavarne pa postanejo zelo priljubljeni.
Zime so lahko zelo hladne, temperature pa le redko dosežejo ledišče - temperature pod −25 ° C  januarja in februarja niso neopazne. Reke zamrznejo v posebno mrzlih zimah, jezera, ki obdajajo mesto, pa so v tem letnem času skoraj vedno trajno zamrznjena. Priljubljena zabava je ribolov na ledu.

## Uprava

### Upravna razdelitev
Kot okrožja delujejo seniūnija, upravne enote v celotni državi. 21 seniūnij temelji na soseskah: 
1. Verkiai – vsebuje Baltupiai, Jeruzalė, Santariškės, Balsiai, Visoriai
2. Antakalnis – vsebuje Valakampiai, Turniškės, Dvarčionys
3. Pašilaičiai – vsebuje Tarandė
4. Fabijoniškės – vsebuje Bajorai
5. Pilaitė
6. Justiniškės
7. Viršuliškės
8. Šeškinė
9. Šnipiškės
10. Žirmūnai – vsebuje Šiaurės miestelis
11. Karoliniškės
12. Žvėrynas
13. Grigiškės – ločeno mesto
14. Lazdynai
15. Vilkpėdė – vsebuje Vingis Park
16. Naujamiestis – vsebuje bus in postajo vlaka
17. Senamiestis (Old Town) – vsebuje Užupis
18. Naujoji Vilnia – vsebuje Pavilnys, Pūčkoriai
19. Paneriai – vsebuje Trakų Vokė, Gariūnai
20. Naujininkai – vsebuje Kirtimai, Salininkai, mednarodno letališče Vilnius
21. Rasos – vsebuje Belmontas, Markučiai

### Okrožje
Območno okrožje Vilnius (litovsko Vilniaus rajono savivaldybė) je ena največjih občin v Litvi. Zaseda 2129 kvadratnih kilometrov in ima 23 civilnih župnij. V okrožju je 1163 vasi in 5 mest (Nemenčinė, Bezdonys, Maišiagala, Mickūnai in Šumskas). Okrožje obdaja prestolnico Litve in ima razvito javno, poslovno podeželsko infrastrukturo in ponuja visok življenjski standard s čistim okoljem. Okrožje Vilna meji z Republiko Belorusijo in sosednjimi okrožji Švenčionys, Moletai, Širvintos, Elektrėnai, Trakai in Šalčininkai.
V okrožju Vilnius živi večnacionalno prebivalstvo, od tega 52 % Poljakov, 33 % Litovcev, preostalih 16 % pa Rusov, Belorusov in drugih narodnosti (npr. Ukrajinci, Tatari, Judje). Trenutno v okrožju živi več kot 100.000 prebivalcev. Večina prebivalstva (95 %) živi v vaseh in 5 % v mestih.
V okrožju Vilnius so najvišji tereni Litve – gričevja Aukštojas, Juozapinė in Kruopinė, ki se dvigajo do 290 metrih nadmorske višine in na nižavju države veljajo za zelo visoke. 
V okrožju množično praznujejo Palmovo nedeljo in edinstvene in pisane velikonočne palme (verbos - butare) so tam narejene iz posušenih rož in zelišč. Tradicija izdelovanja vilnskih palm datira v čase svetega Kazimirja (Kazimir Jagielon), ki je zavetnik Litve in litovske mladine.
Grad Medininkai, dvorec Liubavas in dvorec Bareikiškės so najbolj znane zgodovinske znamenitosti okrožja.

## Znamenitosti

### Urbanizem in arhitektura
Staro mesto Vilne je zgodovinsko središče Vilne, velikosti približno 3,6 km². Njegova zgodovina se začne v neolitiku. V tem obdobju so bili ledeniški griči že občasno zasedeni. Okoli leta 1000 n. št. je bil zgrajen lesen grad ob sotočju rek Neris in Vilnia, da bi utrdili Gediminov hrib. Naselje se je v mesto razvilo v 13. stoletju, ko so zahodnjaki v času litovske križarske vojne napadli poganske Balte. Okoli leta 1323, ko so se pojavili prvi pisni viri o Vilni, je bilo glavno mesto Velike litovske kneževine, ki je bilo oblikovano iz prebivalcev različnih kultur in narodnosti. V tem času je mesto imelo le nekaj opečnih struktur. Do 15. stoletja je Velika litovska kneževina postala ena najmočnejših in največjih držav v Evropi, saj se je njeno ozemlje raztezalo od Baltskega do Črnega morja (večinoma kopne Belorusije, Ukrajine in Rusije). Zgodovinsko središče sestavljajo tri območja gradov (Zgornje, Spodnje in Ukrivljeno) in območje, ki ga je prej obdajalo Vilnsko obzidje. Tloris je večinoma krožen s središčem na prvem gradu. Vzorec ulic je srednjeveški in ima majhne ozke ulice, kljub temu pa so se v poznejših obdobjih razvijali tudi veliki trgi. Ulica Pilies, glavna arterija, povezuje palačo velikih vojvod Litve z mestno hišo. Druge ulice vijugajo mimo palače fevdalcev in zemljiških gospodov, cerkva, trgovin in delavnic obrtnikov.
Zgodovinske stavbe so gotske (npr. Cerkev sv. Ane), renesančne (npr. Palača velikih vojvod Litve), baročne (npr.  Cerkev sv. Petra in sv. Pavla z nad 2000 štukaturnimi figurami v notranjosti, glavni kampus univerze v Vilni, v katerem je 13 dvorišč, uokvirjenih s stavbami iz 15. stoletja, poslikane s 300 let starimi freskami in cerkev sv. Janeza) in v klasicističnem slogu (npr. Vilnska stolnica, Mestna hiša, palača Šuazeliai, palača Verkiai) s čudovitimi zunanjostmi in notranjostjo. Raznolikost ohranjenih cerkva in nekdanjih palač litovskega plemstva še posebej predstavlja večkulturno dediščino Vilne. 
Kot prestolnica velike države so Litovci oblikovali svojo izjemno prestolnico skupaj z drugimi narodi. Na razvoj Vilne so vplivale zahodna in vzhodna ideologija. Krščanstvo je v Litvi prevladovalo od kristjanizacije Litve leta 1387, vendar sta pravoslavnost vzhodnih prebivalcev države in vse večji pomen judovstva privedla do zglednih materialnih manifestacij teh verskih skupnosti (npr. Pravoslavna stolnica Matere Božje, Velika sinagoga v Vilni). 
Različne katastrofe so povzročile škodo na stavbah v Vilni in posledično rekonstrukcije. Nadarjeni umetniki (npr. Matteo Castelli, Pietro Perti) iz današnjega kantona Ticino so bili še posebej všeč velikemu vojvodi in lokalnemu plemstvu in so zgradili številne znane stavbe v mestu (npr. Kapela svetega Kazimirja). Litovec Laurynas Gucevičius je pustil velik pečat v arhitekturi klasicističnega sloga.
V času sovjetske okupacije Litve so v starih Šeškinė,  Žirmūnai, Justiniškės, Fabijoniškės zgradili mikro okrožja. Večina stavb iz tega obdobja je imela izrazito sivo barvo, ravne linije in nekvalitetne monolitne konstrukcije.
Staro mestno jedro Vilne je bilo leta 1994 vpisano na seznam Unescove svetovne dediščine. Vpisana posest ima 352 ha. Zgodovinsko središče je še posebej znano po tem, da vzdržuje srednjeveški vzorec brez pomembnih vrzeli. Nekateri kraji pa so bili poškodovani med litovskimi okupacijami in vojnami, med njimi tudi stolnični trg, ki pokriva temelje kraljeve palače - porušen po 3. delitvi poljsko-litovske skupnosti leta 1795, trg na vzhodu od cerkve Vseh svetih, kjer je prej stal samostan karmeličanov bosih nog ob ustanovljeni baročni cerkvi svetega Jožefa, ki jo je postavil podkancler Stefan Pac, obe porušeni po carjevem ukazu. Velika sinagoga in del zgradb v ulici Vokiečių (nemško Deutsche Gasse) so bile po drugi svetovni vojni porušene.
Vilna zavzema površino 397 kvadratnih kilometrov, od tega je razvita le petina, preostanek pa zeleni pas in voda. Zaradi tega Vilno pogosto označujejo za eno najbolj 'zelenih' prestolnic v Evropi.

### Kripte
Kripte v stolnici so kraj, kjer so pokopane vidne osebnosti Litve in Cerkve. V kraljevem mavzoleju so pokopani veliki vojvoda Aleksander I. Jagielon, avstrijska kraljica Elizabeta Barbara Radziwiłł, srce velikega vojvode Vladislava IV. Vasa. Te kripte imajo tudi eno najstarejših fresk v Litvi, ki so jo naslikali v poznem 14. ali začetku 15. stoletja in segajo v čase kristjanizacije Litve.

## Šport
- Nogometni Klub FK Žalgiris;
- Nogometni Klub FK Trakai; (FK Riteriai).
- Nogometni Klub FC Vilniaus Vytis;

## Mednarodne povezave
Vilna ima uradne povezave (pobratena/sestrska oz. partnerska mesta) z naslednjimi mesti:
- Aalborg, Danska
- Almaty, Kazahstan
- Bruselj, Belgija
- Budimpešta, Madžarska
- Čikago, ZDA
- Kišinjev, Moldavija
- Dnipro, Ukrajina
- Doneck, Ukrajina
- Duisburg, Nemčija
- Edinburgh, Škotska, Združeno kraljestvo
- Erfurt, Nemčija
- Gdańsk, Poljska
- Guangdžov, Kitajska
- Joensuu, Finska
- Kijev, Ukrajina
- Koči, Indija
- Krakov, Poljska
- Lodž, Poljska
- Madison, Wisconsin, ZDA
- Minsk, Belorusija
- Moskva, Rusija
- Nursultan, Kazahstan
- Oslo, Norveška
- Pavia, Italija
- Pirej, Grčija
- Reykjavík, Islandija
- Riga, Latvija
- Sankt Peterburg, Rusija
- Salzburg, Avstrija
- Stockholm, Švedska
- Strasbourg, Francija
- Taipei, Tajvan
- Talin, Estonija
- Tbilisi, Gruzija
- Varšava, Poljska

## V popularni kulturi
- Vilna je omenjen v filmu Lov na rdeči oktober (1990) kot deški dom podpoveljnika Marka Ramiusa in kot tam, kjer ga je njegov ded naučil loviti ribe; je v filmu enkrat omenjena tudi kot "The Vilnius Schoolmaster". Ramiusa igra Sean Connery.
- Thomasa Harrisona lik Hannibal Lecter je v filmu Hannibal Rising iz Vilne in njene aristokracije. Lecterja bolj popularno in pogosto upodablja sir Anthony Hopkins, čeprav je Brian Cox igral v filmu Manhunter.
- Spomini Partizan iz Vilne (2010) podrobno opisuje življenje in boj Rachel Margolis. Edina preživela družina je z drugimi člani odporniškega gibanja, FPO (Združena partizanska organizacija), pobegnila iz vilnskega geta in se pridružila sovjetskim partizanom v litovskih gozdovih, da sabotirajo naciste.
- Vilna je v strateških igrah Civilization V in Civilization VI uvrščena med mestne države.
- Vilna je glavno mesto Litve v strateški igri Medieval II: Total War: Kingdoms in mesto upornikov v igri Medieval II: Total War.
- Dobro ocenjena pet-delna zgodovinska dramska televizijska miniserija o černobilski jedrski katastrofi je bila večinoma posneta v dveh okrožjih v Vilni v Sovjetski dobi: Justiniškės in Fabijoniškės.
- HBO-jeva ministerija Katarina velika, v kateri je igrala Helen Mirren, je bila posneta na več lokacijah v Vilni.
- Nova sezona spletne televizijske serije Stranger Things bo leta 2020 posneta v zdaj praznem zaporu Lukiškės.